# Leclercera khaoyai
Leclercera khaoyai là một loài nhện trong họ Ochyroceratidae. Loài này phân bố ở Thailand.